# 橋本信太郎
橋本 信太郎（はしもと しんたろう、1892年（明治25年）5月11日 - 1945年（昭和20年）5月16日）は、日本の海軍軍人。最終階級は海軍中将。
ガダルカナル撤退作戦で駆逐艦部隊を率い、3次にわたるガダルカナル島からの日本軍部隊救出に成功した。のちペナン沖海戦で戦死。

## 経歴
和歌山県出身。海軍兵学校41期。席次は入校時120名中15番、卒業時118名中43番。草鹿龍之介、木村昌福、田中頼三らが同期生である。橋本は水雷学校高等科学生を卒業した水雷専攻の士官で、駆逐艦長、駆逐隊司令、水雷戦隊参謀などを歴任し、また海軍大学校甲種（24期）を卒業した。原忠一、山口多聞、小柳冨次らが同期生である。1934年（昭和9年）、千鳥型水雷艇三隻からなる第21水雷隊司令に就任。麾下の友鶴で転覆事故が発生し、友鶴事件として海軍を揺るがす事件となった。
駆逐隊司令や、重巡洋艦艦長を経て第三水雷戦隊司令官として太平洋戦争を迎える。同戦隊は南遣艦隊に属し、橋本はマレー作戦を実施する陸軍部隊が乗船した輸送船団の護衛部隊指揮官としてコタバル上陸作戦などに参加した。ミッドウェー海戦では連合艦隊戦艦部隊の護衛として参戦。ガダルカナルの戦いでは鼠輸送（東京急行）と呼ばれた輸送作戦に従事。同島からの撤退作戦では駆逐艦部隊を率いて陣頭指揮にあたり、事前の10隻前後の駆逐艦喪失との予想にもかかわらず、1隻の喪失（触雷後、自沈）で1万名以上を救助した。ソロモン諸島方面での橋本の活躍は高い評価を受けた。なお橋本がガダルカナル島に赴いた回数は17回である。
水雷学校校長を経て、重巡洋艦妙高、羽黒からなる第五戦隊司令官としてマリアナ沖海戦、レイテ沖海戦に参戦。後者では羽黒に座乗し、利根とともにアメリカ海軍の護衛空母に肉薄し砲撃を浴びせている。1945年（昭和20年）5月、ペナン沖海戦で羽黒とともに戦没した。橋本はすでに中将に進級していたが、在任期間が短いため戦死後の海軍大将進級措置はとられなかった。

## 年譜
- 1892年5月 農業・橋本長之助の長男として生まれる。
- 1913年12月 海軍兵学校（41期）卒業
- 1914年12月 海軍少尉
- 1916年12月 海軍中尉
- 1919年12月 海軍大尉・海軍水雷学校高等科学生
- 1923年12月 「夕立」駆逐艦長
- 1925年12月 海軍少佐
- 1926年11月 海軍大学校（甲種24期）卒業
  - 12月 「梨」駆逐艦長
- 1927年12月 呉鎮守府参謀
- 1929年11月 第1水雷戦隊参謀
- 1930年12月 海軍中佐
- 1931年11月 海軍省教育局第2課局員
- 1934年1月 第21水雷隊司令
  - 11月 第5駆逐隊司令
- 1935年11月 海軍大佐・第20駆逐隊司令
- 1936年12月 第7駆逐隊司令
- 1937年12月 旅順要港部参謀長
- 1939年11月 重巡洋艦「筑摩」艦長
- 1940年11月 戦艦「日向」艦長。
- 1941年9月 第3水雷戦隊司令官
  - 10月 海軍少将
- 1943年3月 海軍水雷学校長
  - 11月 第5戦隊司令官
- 1944年10月 海軍中将
- 1945年5月 太平洋戦争最後の水上戦闘であるペナン沖海戦で乗艦「羽黒」戦没により戦死。